# Enzimas pancreáticas (medicamento)
Las enzimas pancreáticas son una forma de terapia enzimática para el tratamiento de varios desórdenes digestivos, primordialmente insuficiencia pancreática exocrina. Se utiliza una mezcla de tres enzimas digestivas: amilasa, tripsina y lipasa, las cuales son normalmente producidas por el páncreas. Las enzimas pancreáticas se utilizan en pacientes con fibrosis quística cuyos conductos pancreáticos se hallan obstruidos con secreción mucosa. Esta obstrucción impide que las enzimas digestivas producidas por el páncreas lleguen al intestino, en donde son requeridas para la digestión. Las enzimas pancreáticas también se emplean en personas con pancreatitis crónica.